# Chris Führich
Chris Jan Führich (* 9. Januar 1998 in Castrop-Rauxel) ist ein deutscher Fußballspieler. Er ist offensiv variabel einsetzbar und steht beim VfB Stuttgart unter Vertrag.

## Karriere

### Vereine
Führich stammt aus Habinghorst, einem Stadtteil von Castrop-Rauxel und begann das Fußballspielen in Recklinghausen bei der SG Suderwich. Von 2006 bis 2013 gehörte er der „Knappenschmiede“ in Gelsenkirchen an, bevor er in die B-Jugendmannschaft von Borussia Dortmund und anschließend, im Winter 2015, in die des VfL Bochum wechselte. Von 2015 bis 2017 gehörte er Rot-Weiß Oberhausen an, für den Verein er in der Saison 2016/17 – in die A-Junioren-Bundesliga West aufgestiegen – neun Tore in 26 Punktspielen erzielte.
Für den 1. FC Köln II kam er das erste Mal im Seniorenbereich in der viertklassigen Regionalliga West zum Einsatz. Von 2017 bis 2019 bestritt er 64 Punktspiele, in denen ihm sieben Tore gelangen. Sein Debüt gab er zum Saisonauftakt am 29. Juli 2017 bei der 1:2-Niederlage im Auswärtsspiel gegen den KFC Uerdingen 05. Während dieser Zeit kam er zweimal für die erste Mannschaft in der Bundesliga zum Einsatz, wobei er am 13. Dezember 2017 (16. Spieltag) bei der 0:1-Niederlage im Auswärtsspiel gegen den FC Bayern München mit Einwechslung für Tim Handwerker in der 66. Minute debütierte. Im nachfolgenden Heimspiel, drei Tage später, gehörte er beim 1:0-Sieg über den VfL Wolfsburg zur Startelf.
Zur Saison 2019/20 verpflichtete ihn sein Jugendverein Borussia Dortmund, für deren Zweitvertretung er in der Regionalliga West acht Tore in 24 Punktspielen erzielte.
Im Januar 2020 durfte Führich gemeinsam mit seinem Mannschaftskameraden Steffen Tigges am Wintertrainingslager der ersten Mannschaft in Marbella teilnehmen. Als Stammkraft wurde er variabel im Mittelfeld sowie auf den offensiven Flügeln eingesetzt, verpasste bis zum Saisonabbruch aufgrund der COVID-19-Pandemie lediglich ein Ligaspiel und war mit 14 Scorerpunkten einer der effektivsten Offensivspieler des Teams. Für die Bundesligamannschaft wurde Führich ab Mai 2020 von deren Cheftrainer Lucien Favre fünfmal in den Spieltagskader berufen, jedoch nicht eingesetzt.
Um sich auf höherem Niveau beweisen zu können, wurde für die Zweitligasaison 2020/21 ein Leihgeschäft mit dem Absteiger SC Paderborn 07 vereinbart. Dort wurde er in jedem Ligaspiel eingesetzt, überwiegend auf den Flügeln, manches Mal auch als Mittelstürmer. Die Gewöhnung an die zweite Liga gelang Führich rasch, bereits am 2. Spieltag schoss er beim 3:4 gegen den Hamburger SV zwei Tore und bereitete das dritte vor. Auch beim 8:3 in Aue, der torreichsten Partie der Saison, war Führich an drei Treffern direkt beteiligt. Der Offensivspieler war mit 22 Punkten hinter Dennis Srbeny und vor Sven Michel der zweitbeste Scorer des Teams, konnte – dem beispielsweise in der Bundesliga noch häufiger berücksichtigten – Kai Pröger dessen Stammplatz streitig machen und spielte häufig als Gegenpart zu Christopher Antwi-Adjei. Angesichts der Leistungen des Spielers äußerte Paderborns Sportchef Fabian Wohlgemuth ein generelles Interesse an einer festen Verpflichtung mittels einer Kaufoption. Diese zog der SC Paderborn im Anschluss an die Saison 2020/21, nachdem beispielsweise Antwi-Adjei nach Bochum gewechselt war. In Dortmund hätte sich Führich gegen Jadon Sancho oder den in der Saison 2020/21 an den Profibereich herangeführten Ansgar Knauff beweisen müssen.
Zur Saison 2021/22 wechselte Führich in die Bundesliga zum VfB Stuttgart, mit dem er einen bis zum 30. Juni 2025 datierten Vertrag unterschrieb. Bereits innerhalb der Vorbereitung fiel der Spieler jedoch aufgrund einer Schlüsselbeinverletzung mehrere Wochen aus. Sein erstes Bundesligator erzielte Führich dann am 31. Oktober 2021 gegen den FC Augsburg, der VfB verlor das Spiel dennoch mit 1:4. Ab dem 15. Spieltag der Saison 2021/22 verpasste er kein weiteres Ligaspiel. In der Saison 2022/23 behielt er seinen Stammplatz und absolvierte 33 Ligaspiele, in denen er auf 5 Tore und 2 Vorlagen kam. Zum Saisonende gelang ihm mit Stuttgart der Klassenerhalt in der Relegation. In der 2023/24, die die Schwaben überraschend als Vizemeister beendeten, verpasste Führich kein einziges Spiel und wurde zu einem Schlüsselspieler des Stuttgarter Erfolgs.
Führich verlängerte seine Vertragslaufzeit mit dem VfB Stuttgart am 1. Februar 2024 bis zum 30. Juni 2028.

### Nationalmannschaft
Im Oktober 2023 wurde Führich vom neuen Bundestrainer Julian Nagelsmann erstmals für die A-Nationalmannschaft nominiert. Zu seinem A-Länderspieldebüt kam er am 14. Oktober 2023 in East Hartford beim 3:1-Sieg im Testspiel gegen die US-amerikanische Nationalmannschaft, als er in der 81. Minute für Jamal Musiala eingewechselt wurde. 
Im Mai 2024 wurde er von Bundestrainer Julian Nagelsmann in den Kader für die Europameisterschaft im eigenen Land berufen. Führich wurde im zweiten Gruppenspiel gegen Ungarn eingewechselt. Deutschland schied im Viertelfinale gegen Spanien aus.

## Titel
- Deutscher Pokalsieger: 2025 (VfB Stuttgart)
- Meister der 2. Bundesliga und Aufstieg in die Bundesliga: 2019 (1. FC Köln)